# Nesticus constantinescui
Nesticus constantinescui (лат.) — вид пауков рода Nesticus, семейства Пауки-нестициды (Nesticidae). Впервые описан в 1979 году румынской учёной-арахнологом Маргаретой Думитреску.

## Распространение, описание
Эндемик Румынии.
Обитает в пещерах. Самцы и самки внешне примерно одинаковы. Длина головогруди самцов — до 2,1 мм, самок — до 2,2. Тело бледно-желтоватого оттенка, без узоров. Глаза красновато-коричневые, хорошо развиты.